# Эрхардс-Гров (тауншип, Миннесота)
Эрхардс-Гров (англ. Erhards Grove) — тауншип в округе Оттер-Тейл, Миннесота, США. На 2000 год его население составило 467 человек.

## География
По данным Бюро переписи населения США площадь тауншипа составляет 90,6 км², из которых 86,2 км² занимает суша, а 4,4 км² — вода (4,80 %).

## Демография
По данным переписи населения 2000 года здесь находились 467 человек, 167 домохозяйств и 135 семей.  Плотность населения —  5,4 чел./км².  На территории тауншипа расположено 182 постройки со средней плотностью 2,1 построек на один квадратный километр. Расовый состав населения: 96,79 % белых, 0,43 % афроамериканцев, 0,64 % коренных американцев, 0,64 % азиатов, 1,07 % c Тихоокеанских островов и 0,43 % приходится на две или более других рас. Испанцы или латиноамериканцы любой расы составляли 0,64 % от популяции тауншипа.
Из 167 домохозяйств в 41,3 % воспитывались дети до 18 лет, в 76,0 % проживали супружеские пары, в 3,6 % проживали незамужние женщины и в 18,6 % домохозяйств проживали несемейные люди. 16,2 % домохозяйств состояли из одного человека, при том 6,6 % из — одиноких пожилых людей старше 65 лет. Средний размер домохозяйства — 2,80, а семьи — 3,11 человека.
28,3 % населения младше 18 лет, 6,0 % в возрасте от 18 до 24 лет, 31,3 % от 25 до 44, 22,3 % от 45 до 64 и 12,2 % старше 65 лет. Средний возраст — 37 лет. На каждые 100 женщин приходилось 110,4 мужчин.  На каждые 100 женщин старше 18 приходилось 109,4 мужчин.
Средний годовой доход домохозяйства составлял 39 375 долларов, а средний годовой доход семьи —  45 000 долларов. Средний доход мужчин —  30 481  доллар, в то время как у женщин — 18 250. Доход на душу населения составил 18 409 долларов. За чертой бедности находились 12,0 % семей и 11,9 % всего населения тауншипа, из которых 16,7 % младше 18 и 10,6 % старше 65 лет.